# Evander Law
Evander McIvor Law (Darlington, 7 agosto 1836 – Bartow, 31 ottobre 1920) è stato uno scrittore, insegnante e generale confederato durante la Guerra di secessione americana.